# Gendayakan
Gendayakan är en administrativ by i Indonesien.   Den ligger i provinsen Jawa Tengah, i den västra delen av landet, 500 km öster om huvudstaden Jakarta. Gendayakan ligger vid sjön Tlogo Bendungan.